# Roen
Roen (wł. Monte Roen)  – szczyt w paśmie Nonsberg, w Alpach Wschodnich. Leży w regionie Trydent-Górna Adyga, w północnych Włoszech. Jest najwyższym szczytem Nonsbergu.